# Federazione calcistica dell'Ungheria
La Federazione calcistica dell'Ungheria (in ungherese: Magyar Labdarúgó Szövetség, acronimo MLSZ) è l'organo che governa il calcio, in Ungheria. Gestisce le diverse categorie che compongono il campionato di calcio ungherese, la Nazionale maggiore e le Nazionali giovanili che prendono parte alle varie competizioni organizzate da FIFA e UEFA.
La federazione, una delle più antiche di tutta Europa, venne fondata nel 1901; entrò a far parte della FIFA nel 1907 e della UEFA in 1954. Ha sede a Budapest e i suoi colori ufficiali sono il rosso, il bianco e il verde.